# Archidendron lucyi
Archidendron lucyi es una especie de árbol perteneciente a la familia de las fabáceas. Es originaria de las Islas Solomon, Malasia y Australia.

## Taxonomía
Archidendron lucyi fue descrita por Ferdinand von Mueller  y publicado en Fragmenta Phytographiæ Australiæ 6: 201. 1868.
Sinonimia
- Affonsea lucyi (F.Muell.) Kuntze	basónimo
- Albizia lucyi (F.Muell.) F.Muell.
- Archidendron beguinii "sensu auct., non Dewit"
- Archidendron chrysocarpum K.Schum. & Lauterb.
- Archidendron effeminatum de Wit
- Archidendron lucyi var. schlechteri (Harms) Dewit
- Archidendron papuanum Merr. & L.M.Perry
- Archidendron peekelii Lauterb.
- Archidendron schlechteri Harms
- Archidendron sogerense Baker f.
- Archidendron solomonense Hemsl.
- Pithecellobium chrysocarpum (K.Schum. & Lauterb.) Mohlenbr.
- Pithecellobium lucyi (F.Muell.) F.Muell.
- Pithecellobium solomonense (Hemsl.) Mohlenbr.
- Pithecolobium lucyi F.Muell.[2]